# Ian Thorpe
Ian James Thorpe, OAM, avstralski plavalec, * 13. oktober 1982, Sydney, Avstralija.
Thorpe je eden najuspešnejših plavalcev v zgodovini, saj je v dveh nastopih na poletnih olimpijskih igrah, v letih 2000 v Sydney in 2004 v Atenah, osvojil pet zlatih, tri srebrne in eno bronasto medaljo. V treh nastopih na svetovnih prvenstvih pa je osvojil še enajst zlatih ter po eno srebrno on bronasto medaljo. Večino uspehov je dosegel v prostem slogu, v katerem je postavil tudi svetovne rekorde na 200, 400 in 800 m, nekaj pa tudi v disciplini mešano. Leta 2012 se je po štiriletnem tekmovalnem premoru poskušal vrniti na Olimpijskih igrah 2012 v Londonu, toda na avstralskih izbirnih tekmah se mu ni uspelo prebiti v olimpijsko reprezentanco Avstralije.